# Pavel Renčín
Pavel Renčín (* 8. června 1977 Praha) je český spisovatel. Patří mezi představitele žánru městské fantasy, dále se věnuje hororu či thrilleru. Jeho poslední knihou jsou dobrodružné pohádkové příběhy. Pavel Renčín pracuje v marketingu v oblasti médií.

## Život
Pavel Renčín debutoval povídkou Stvořitel v roce 1999, poté několikrát zvítězil v literárních soutěžích. Od té doby se jeho jméno pravidelně objevovalo v antologiích fantastického žánru. Jeho tvorba zahrnuje především městskou fantasy, magický realismus a horor. První román Nepohádka vyšel v roce 2004, Jméno korábu v roce 2007. V roce 2008 Renčín dokončil Labyrint, jeden z prvních internetových románů v ČR psaný spolu se čtenáři (knižně, Argo 2010), a publikoval první díl trilogie Městské války Zlatý kříž, který byl nominován na cenu Akademie SFFH a v kategorii nejlepší česká kniha byl oceněn cenou Aeronautilus. Další dva díly trilogie, Runový meč a Věk nenávisti vyšly v letech 2009 a 2011. V roce 2009 vyšel výběr nejlepších Renčínových povídek ve sborníku Beton, kosti a sny. Zatím nejúspěšnější kniha Pavla Renčína – Vězněná, hororový román odehrávající se šumavském pohraničí – vyšla v roce 2015 a byla oceněna Akademií SFFH jako nejlepší původní česká a slovenská kniha. V roce 2018 vyšel autorovi thriller Klub vrahů, který byl nominován mezi knihy podzimního Velkého knižního čtvrtku. V roce 2021 vyšla jeho první dětská knížka Žabarádi, která vypráví o dobrodružném putování dvou žabáků z tůňky na Šumavě až ke Ježíškovské (Jé-žižkovské) raketě v Praze.
Pro své fanoušky pořádá pravidelné každoroční setkání nazvané LabyrintCon, které se v roce 2015 odehrálo již podesáté. Na šestém LabyrintConu byla na místo, kde celá trilogie Městské války začala, umístěna plaketa se znakem Hlavního města Prahy. 
Mezi jeho další zájmy patří ježdění po lesích na trailovém kole.

## Ocenění
- 2016 – cena Akademie SFFH v kategorii Nejlepší původní česká nebo slovenská kniha (Vězněná)
- 2011 – cena AERONAUTILUS v kategorii Nejlepší česká kniha (Labyrint)
- 2010 – cena AERONAUTILUS v kategorii Nejlepší povídka (Memento Mori – Memento Mori)
- 2009 – cena AERONAUTILUS v kategorii Nejlepší česká kniha (Zlatý kříž – MV1)
- 2003 – 1. místo – soutěž O železnou rukavici lorda Trollslayera, povídka Čarodějův dům
- 2001 – 1. místo – soutěž Trollík, povídka Zaslíbený věk trollí
- 2001 – 1. místo – soutěž O železnou rukavici lorda Trollslayera, povídka Dračí hvězda
- 2000 – 1. místo – soutěž O železnou rukavici lorda Trollslayera, povídka Tanči mezi vločkami
- 1999 – 2. místo – soutěž O železnou rukavici lorda Trollslayera, povídka Stvořitel
- 1999 – 2.–3. místo – soutěž O nejlepší fantasy 99, povídka Stvořitel

## Dílo

### Romány
- Žabarádi (Czech News Center, 2021)
- Klub vrahů (Argo, 2018)
- Vězněná (Argo, 2015)
- Věk Nenávisti – třetí díl trilogie Městské války (Argo, 2011)
- Labyrint (Argo, 2010)
- Runový meč – druhý díl trilogie Městské války (Argo, 2009)
- Beton, kosti a sny (Argo, 2009)
- Zlatý kříž – první díl trilogie Městské války (Argo, 2008)
- Jméno Korábu (Euromedia – Knižní klub, 2007)
- Nepohádka (Straky na vrbě, 2004)

### Povídky
- Poslední brána (Hlubiny města, 2023)
- V domu bez dveří (Historky ze tmy, 2022)
- Poslední Libušina věštba (Legendy české fantasy 2, 2015)
- V sedle přízraku (Písně temných věků, 06/2013)
- Hněv Boží (Krvavá čest, 2012; Pevnost 05/2013)
- Housle plné krve (publikace Alza: e-povídka, 11/2012)
- Tenkrát na středozápadě (Draci: Legendy, 2010)
- Dračí hvězda (Draci: Legendy, 2010)
- Vzpomínky delfína (Zabij/zachraň svého mimozemšťana, 2010)
- Balada krve (Beton, kosti a sny, 2009)
- Memento Mori (Memento Mori, 2009)
- Ukolébavka pro město krys (Pod Kočičími hlavami, 2007)
- Jen tančí, nemluví, nespí (Pevnost 2007/03).
- Na křídlech zlatých draků (Kostky jsou vrženy, 2005)
- Tři páry papuček (Drakobijci VII, 2005)
- Čarodějův dům (Drakobijci V, 2003)
- Valeriino přání (Klášter slastí, 2003)
- Loutkové divadlo (Kočas, 2002)
- Volání Albatrosa (Drakobijci IV, 2002)
- Zaslíbený věk trollí (Pevnost 2003/08)
- Vzpomínky delfína (Kočas, 2001)
- Skokani (Kočas, 2001)
- Srdce z ledu (Conan v bludišti zrcadel, 2001)
- Dračí hvězda (Drakobijci III, 2001; Pevnost 2004/03)
- Tanči mezi vločkami! (Drakobijci II, 2000)
- Čas hrdinů (Zlatý drak, 2000/1–2)
- Zajatci kamene (Dech Draka 1999/06)
- Stvořitel (Drakobijci, 1999)